# Парламентские выборы в ФРГ (1949)
Выборы в Бундестаг 1949 года — первые демократические выборы в ФРГ (Западной Германии), состоявшиеся 14 августа. Наибольшее число голосов и мест получила Социал-демократическая партия Германии, однако по итогам выборов была образована коалиция из Христианско-демократического союза, Христианско-социального союза, Свободной демократической партии и Немецкой партии. Канцлером стал Конрад Аденауэр из ХДС.
Явка составила 78,5 %.

## Предвыборная кампания
После окончания Второй Мировой Войны, окончившейся актом о безоговорочной капитуляции Германии, а также её раздела на оккупационные зоны, были проведены первые выборы в новообразованной Федеративной Республике Германии, созданная в соответствии с принятым оккупационным статутом и конституционным проектом от Конституционной ассамблеи в Бонне, 23 мая 1949 года. На момент проведения первых выборов, на территории ФРГ большая часть партий была привержена демократическим ценностям, но при этом они не соглашались по вопросам о том, какой именно должна быть новообразованная демократическая Германия, и по какому принципу она должна строится.
Христианско-демократический союз (ХДС) и Христианско-Социальный Союз (ХСС) во главе с 73-летним Конрадом Аденауэром, бывшим мэром Кёльна и председатель ХДС/ХСС оккупационной британской зоны, считали, что будущее Германии должно находится в умеренной христианской демократии, которая будет использовать социальную рыночную экономическую систему, а также налаживать и укреплять отношения со странами запада. При этом, некоторыми политиками того времени, ввиду возраста Аденауэра, считали его кандидатуру и гипотетическое правительство временным, либо переходным. В 1948 году, Конрад Аденауэр возглавил Конституционную ассамблею, что добавило ему популярности как одному из основателей Германской государственности после ВМВ.
Социал-демократическая партия Германии (СДПГ) во главе Курта Шумахера, активно агитировали за единую, демократическую, социалистическую Германию. При этом, Курт Шумахер активно выступал простив слияния с КПГ и СЕПГ, а также стремился дистанциировать свою партию от марксизма и ленинизма. Особое место в предвыборной агитации занимала критика ХДС/ХСС о том, что они, как и их председатель Конрад Аденауэр, предали национальные интересы государства, кульминацией чего стал выкрик Шумахера на сессии бундестага 25 сентября 1949 года с открытым обвинением в том, что Конрад Аденауэр лишь марионетка оккупационных стран: «Канцлер союзников!».
В отличие от всех последующих федеральных выборов, избиратели имели только один голос. В первом бундестаге были представлены одиннадцать партий, включая ассоциацию избирателей Южного Шлезвига с депутатом Германом Клаузеном. Тремя независимыми депутатами были Эдуард Эдерт от округа Фленсбург, Рихард Фройденберг от округа Мангейм-Ланд и Франц Отт от округа Эсслинген. Во Фленсбурге ХДС, СвДП, НП и Центр отказались от своих кандидатов в пользу Эдерта, а в Мангейм-Ланд — СвДП в пользу Фройденберга.
Также, на данных выборах число партий было ограничено, поскольку до 17 марта 1950 г. партиям требовалась лицензия от соответствующей оккупирующей державы.
В первом Бундестаге было 410 депутатов, в том числе 402 депутата с полным правом голоса и 8 берлинских депутатов — с ограниченным правом голоса. Высокая явка избирателей (78,5 %) была расценена как одобрение электоратом новопринятой Конституции, по которому проголосовали, к тому времени, только парламенты федеральных земель (за исключением Баварии).
1 февраля 1952 года в Бундестаг вошли ещё одиннадцать депутатов из Берлина, в результате чего общее количество депутатов достигло 421.

## Результаты выборов
|                             |                                                         |            |        |               |  |  |  |
| Партия                      | Партия                                                  | Голосов    | %      | Мест получено |  |  |  |
|                             | Социал-демократическая партия                           | 6 934 975  | 29,20  | 131           |  |  |  |
|                             | Христианско-демократический союз                        | 5 978 636  | 25,20  | 115           |  |  |  |
|                             | Свободная демократическая партия                        | 2 829 920  | 11,90  | 52            |  |  |  |
|                             | Христианско-социальный союз                             | 1 380 448  | 5,80   | 24            |  |  |  |
|                             | Коммунистическая партия                                 | 1 361 706  | 5,70   | 15            |  |  |  |
|                             | Баварская партия                                        | 986 478    | 4,20   | 17            |  |  |  |
|                             | Немецкая партия                                         | 939 934    | 4,00   | 17            |  |  |  |
|                             | Партия Центра                                           | 727 505    | 3,10   | 10            |  |  |  |
|                             | Ассоциация за экономическое развитие                    | 681 888    | 2,87   | 12            |  |  |  |
|                             | Немецкая консервативная партия — Немецкая правая партия | 429 031    | 1,81   | 5             |  |  |  |
|                             | Радикально-социальная партия свободы                    | 216 749    | 0,91   | 0             |  |  |  |
|                             | Союз южношлезвигских избирателей                        | 75 388     | 0,32   | 1             |  |  |  |
|                             | Европейское народное движение Германии                  | 26 162     | 0,11   | 0             |  |  |  |
|                             | Народная партия Рейна-Вестфалии                         | 21 931     | 0,09   | 0             |  |  |  |
|                             | Независимые                                             | 1 141 647  | 4,81   | 3             |  |  |  |
| Всего                       | Всего                                                   | 23 732 398 | 100,00 | 402           |  |  |  |
|                             |                                                         |            |        |               |  |  |  |
| Действительных бюллетеней   | Действительных бюллетеней                               | 23 732 398 | 96,88  |               |  |  |  |
| Недействительных бюллетеней | Недействительных бюллетеней                             | 763 216    | 3,12   |               |  |  |  |
| Всего бюллетеней            | Всего бюллетеней                                        | 24 495 614 | 100,00 |               |  |  |  |
| Явка избирателей            | Явка избирателей                                        | 31 207 620 | 78,49  |               |  |  |  |
| Источник: Bundeswahlleiter  |                                                         |            |        |               |  |  |  |

Итоги выборов 1949 года

В конце концов, к большому разочарованию социал-демократов, ХДС/ХСС превзошли их по числу поданных голосов, получив 31,0 % против 29,2 %. Достаточно участвовавшие западные немцы отдавали предпочтение политике и обещаниям Аденауэра и его партнеров по коалиции — либеральным свободным демократам (СвДП) и консервативной немецкой партии (ДП), а не политике Шумахера и других левых сил.
Чтобы попасть в Бундестаг, партия должна была преодолеть порог в 5 % хотя бы в одной из земель или выиграть хотя бы один избирательный округ; что смогли сделать десять партий. Ряд членов без права голоса (избранных в 1949 г .: 2 ХДС, 5 СДПГ, 1 СвДП; и в феврале 1952 г. к ним присоединились: 3 ХДС, 4 СДПГ, 4 СвДП), косвенно избранных законодательным собранием Западного Берлина (Stadtverordnetenversammlung), также имели право заседать в Бундестаге. Французский протекторат Саар не участвовал в этих выборах. Каждый избиратель голосовал одним бюллетенем и за партию, и за ее кандидата в данном избирательном округе.

## После выборов
После завершения выборов, Курт Шумахер отказался от формирования большой коалиции с ХДС/ХСС, заняв пост председателя парламентской группы в качестве лидера меньшинства. В оппозиции СДПГ находилась до декабря 1966 года. 12 сентября 1949 года Шумахер также проиграл и президентские выборы, потерпев поражение от председателя СвДП Теодора Хойса во втором туре голосования. Лидер СДПГ умер 20 августа 1952 года из-за долгосрочных последствий заключения в концентрационном лагере в период правления нацистов, что ещё сильнее ударило по позиции СДПГ.

Сам Аденауэр изначально выступал за формирование небольшой правоцентристской коалиции, и будучи выдвинутым ХДС/ХСС, был избран первым канцлером ФРГ на заседании 15 сентября 1949 года, получив абсолютное большинство голосов (202/402). При этом, Аденауэр сделал всё возможно для того, чтобы голоса депутатов из Западного Берлина, из-за их спорного статуса, и где преобладали социал-демократы, не были учтены и не учитывались вплоть до начала 1952 года. Позже, Аденауэр заявил, что он «естественно» голосовал за себя, и сделал всё возможное для собственной победы. Уже 20 сентября был сформирован кабинет министров из ХДС/ХСС, СвДП и ДП. Изначально считающийся как временный кандидат, Адэнауэр трижды переизбирался на пост канцлера в 1953, 1957 и 1961 году.

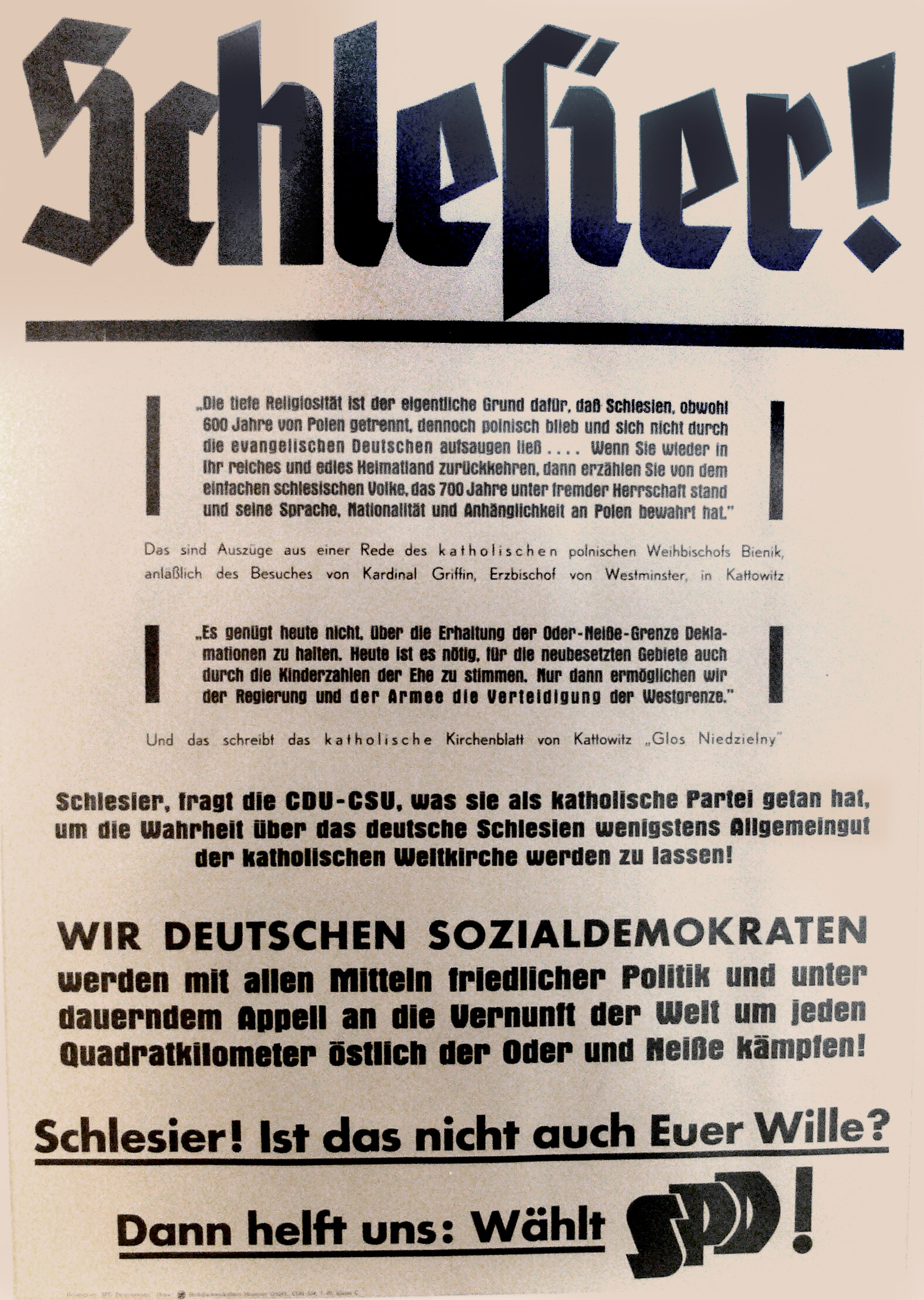
Предвыборный плакат СДПГ: обращение к силезцам